# Place Félix Govaert
 (août 2025).
Si vous disposez d'ouvrages ou d'articles de référence ou si vous connaissez des sites web de qualité traitant du thème abordé ici, merci de compléter l'article en donnant les références utiles à sa vérifiabilité et en les liant à la section « Notes et références ».
 (août 2025).
Motif : Rue sans notoriété évidente. Sources secondaires semblent absentes.
- Archive Wikiwix
- Bing
- Cairn
- DuckDuckGo
- E. Universalis
- Gallica
- Google
- G. Books
- G. News
- G. Scholar
- Persée
- Qwant
- (zh) Baidu
- (ru) Yandex
- (wd) trouver des œuvres sur Wikidata

| 1. | Préciser le motif de la pose du bandeau. | Précisez le motif de la pose du bandeau en utilisant la syntaxe suivante : {{admissibilité à vérifier\|date=août 2025\|motif=remplacez ce texte par le motif}}                           |
| 2. | Informer les utilisateurs concernés.     | Pensez à avertir le créateur de l'article, par exemple, en insérant le code ci-dessous sur sa page de discussion : {{subst:avertissement admissibilité à vérifier\|Place Félix Govaert}} |

La place Félix Govaert (en néerlandais : Félix Govaertplein) est une place bruxelloise de la commune d'Auderghem qui est relié par trois rues au boulevard du Souverain : l'avenue Tedesco, l'avenue Jules Genicot et l'avenue des Nénuphars.

## Historique et description
En 1881, la nouvelle voie ferrée Bruxelles-Tervuren initia une importante évolution pour Auderghem (2 000 hab).
En 1882, un nouveau quartier y apparut. Construit par la Compagnie Immobilière de Belgique sur l' Auderghemveld, propriété de l'ancien bourgmestre Henri de Brouckère, il s'agissait des travaux de voirie les plus importants dans la commune, autonome depuis 1863. La gare fut construite sur cette place.
La place devant la station reçut successivement les noms suivants :
- place de la Station, le 14 mai 1882 ;
- place Félix Govaert, le 24 mars 1916, avec effet au 1er janvier 1917, pour éliminer des doublons dans l'agglomération bruxelloise ;
- place Jules Genicot, le 6 juin 1925, Félix Govaert ayant déjà une rue portant son nom ;
- place Félix Govaert, depuis le 1er août 1945, à la suite de la demande de la fille Genicot de donner le nom de son père à l'avenue où il avait habité[1].

À l'origine, la place occupait une surface plus importante. La gare a brûlé en 1972.